# Metaforický realismus
Metaforický realismus (z angl. metaphorical realism) nebo take Kushův styl je umělecký směr, který se prvně objevil v 20. století. Tento směr vznikl na základě ruského umělce Vladimira Kushe a jeho nové a pozitivní perspektivy na surrealismus. Představil svěží stránku surrealismu, vyjádřenou v nečekané a velmi originální podobě, která je v hluboké harmonii s přírodou.
Posláním malíře je najít metaforickou „paralelu“ pro každou stránku skutečného života a přenést ji na plátno. V dílech metaforického realismu se objevuje elegantní kombinace živých prvků s prvky neživými. Spojuje dohromady skutečné lidi, místa a objekty. Umělecký směr nám vrací reálné a optimistické vnímání světa, ale přitom si zachovává hloubku umožňující prozkoumat různé významové vrstvy děl. 

## Metafora jako hlavní aspekt
Tento směr přenáší metaforu z jazykové struktury do vizuální podoby - tedy na plátno. Vyobrazení světa jako neustále se měnící faktor prostřednictvím alegorie a metafor umožňuje překlenout dva široce oddělené subjekty, dvě věci, které jsou na první pohled zdánlivě neslučitelné.
Metafora přechází z nástroje k vyjádření určitého pocitu nebo události v té přítomnosti, ve které vznikla, do metody vnímání, z které tento pocit nebo událost vyplyne. Bertolt Breth jednou řekl, že umění není zrcadlem, které odráží realitu, ale spíše kladivo, kterým si ji můžeme vytvarovat podle sebe. Umělecké směry (např. realismus, impressionismus, surrealismus, abstraktní umění) realitu překrucují, klamou, zkreslují atd. Nejdříve je však potřeba dokázat interpretovat realitu, taková jaká je a to nám umožňuje metafora. Právě v tomto spočívá metaforický realismus - vrací umění to zrcadlo, které podle Bertolt Breth nemá v umění své místo. Pomocí metafor je tak realita vyobrazená ve své pravdivé, přirozené a komplexní formě.

## Odkaz na surrealismus
Podstatě tohoto směru se rozumí nejlépe skrze odkaz na surrealismus. Významný je rozdíl mezi „tradičním“ surrealismem a Kushovým stylem - metaforický realismus. Místo zkreslení, které je běžné pro surrealismu, Kush odhaluje skryté/vnitřní podobnosti realistických objektů „neobvykle“ spojených. Jinými slovy se věnuje romantické stránce se surrealistickým přehledem světa. Kushův styl poskytuje možnost pravdivého zobrazení hmotného světa a kombinuje s ním svou vlastní vizi kulturních světových tradic a mytologie.
Surrealismus není o metaforách, jeho principem je zkreslení podobnosti věcí, kdyžto v metaforickém realismu k zkreslení nedochází. Toto surrealistické zkreslení působí na podvědomé vnímání naše bolestivé a znepokojivé existence, jako něco čemu se není možné vyhnout. Zmanipulovává vědomí k přijetí této skutečnosti a poukazuje na její nenapravitelnost, ale i na její zvrácenou krásu. Oproti tomu metaforický realismus poskytuje podvědomí možnost liberalizace takovým způsobem, kdy je možné vnímat i to, co najdeme za negativní stránkou existence a zprostředkovává možnost vidět nápravy autentického souladu kolem nás. Otevírá nám pomyslné cesty, kde si každý může vybrat svou vlastní, kterou se chce vydat. Je to směr způsobu existence, překvapující a přitom nám tak blízký. Na druhé straně se objevuje surrealismus jako směr uchvacující, ale se slepou uličkou, každý jedinec se tedy ocitne na stejném místě.

## Představitele metaforického realismu

### Vladimir Kush

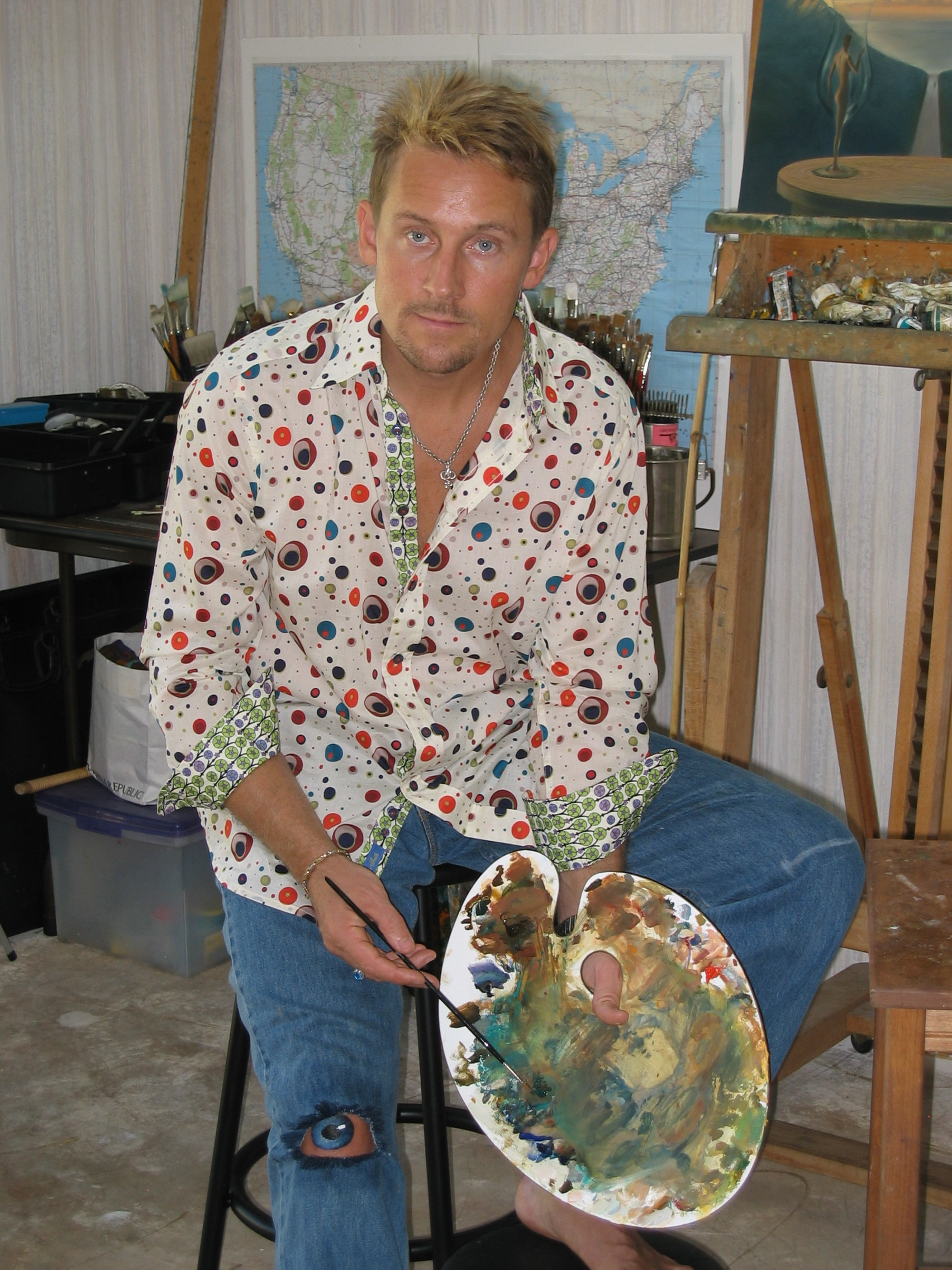
Vladimir Kush 2004, maluje jedno ze svých děl - To our time together (Do naší společné doby)

Je to ruský malíř a sochař, který jako první rozvinul vnímání surrealismu a vytvořil tak nový umělecký směr- metaforický realismus. Jako první popularizuje vizuální metaforu. Bylo to v roce 1997, kdy Vladimir Kush namaloval svoje dílo s názvem „Vítr“, ve kterém se vyvinulo mnoho dalších obrazů. Zde umělec našel svůj hlas jako malíř „Metaforický realista“ a rozhodl se ho následovat: metaforický princip v obsahu; jasné, hluboké zbarvení; důraz na detail; dokonalá technika. Umělec věří, že kořeny jeho metaforického myšlení pochází právě z jeho dětství. Ve svých dílech často používá metafory k ztělesnění nevysvětlených myšlenek a konceptů, jako je kreativita nebo láska. Poskytují nám pozitivní pohled na svět. Umělec se tak odprostil od toho, co mu bylo dlouho známé a měl zažité v ruském umění - ponurá, melancholická, bezbarvá díla. 
"Každá metafora má svůj vlastní příběh. Metafora „prochází“ staletími, odkrývá obrazy světa a spojuje pojmy vytvořené civilizací. Zároveň metafora může snadno odrážet složitost našeho moderního života s jeho nejednoznačností a rozpory," vysvětluje umělec. 
Sám Vladimir Kush uvádí, že na jeho styl tvorby měly velký vliv surrealistické obrazy Salvadora Dalího i krajiny německého romantického malíře Caspara Davida Friedricha. Další vliv na jeho tvorbu měl nizozemský malíř 16. století Hieronymus Bosch, známý svými fantastickými obrazy. Obdivoval také díla impresionistů od Édouarda Maneta po Vincenta van Gogha a Paula Cézanna. Zajímal se i o ruské symbolisty Kandinského, Petrova-Vodkina a Filonova. 

#### Vybraná díla
- Vítr (1997, olejomalba) - Izolovaný dům zobrazen s obrovskou modrou košilí plující ze střechy a oken, zatímco stíny lidských postav se shromažďují s žebříky. Obří kapesní hodinky visí z řetězu na straně budovy.
- Odjezd okřídlené lodi (kolem 2000, olejomalba) - Plachetnice, která ve větrném dni vypluje na moře. Plachty jsou tvořeny obřími motýly.
- Příjezd lodi Fiore (2000, olejomalba) - Plachetnice blížící se k přístavu na klidném moři. Plachty jsou obří růžové květy. Stíny lidských postav se blíží k lodi v malých člunech, z nichž se každý skládá z jednoho okvětního lístku květiny, zatímco ostatní se dívají ze břehu.
- Okřídlený satelit (2000, olejomalba) - Obří můra kroužící kolem Země jako kovový satelit s křídly solárního panelu.
- Aktuální (2000, olejomalba) - Osamělá postava nahého muže vesluje na malém člunu v zatopené krajině

### Paul Siraudeau
Stejně jako Vladimir Kush je Paul Siraudeau představitel metaforického realismu. Je to ilustrátor dětských a sci-fi knížek a malíř, který se specializuje hlavně na olejomalby. Umělec tento směr popisuje jako vyobrazení na plátno svých pocitů, schopných nám připomenout ty, které jsme cítili v určité době na určitém místě. Jsou to pocity například z našich nejkrásnějších snů, pocity z jiného světa, někdy také cizí a nám neznáme pocity... Každý vnímá plátno jinak, svým osobním a jedinečný způsobem, ale v obraze musí být něco, co by mohlo vyživovat a rozvíjet naši myšlenku. Bez toho by dané umělecké dílo mohlo být jen vizuální reprezentací něčeho, co už víme a známe. 